# Uwe Peschel
Uwe Peschel (Berlijn, 4 november 1968) is een voormalig Duits wielrenner.

## Carrière
De in Berlijn geboren Uwe Peschel is vooral bekend als tijdrijder. Zijn eerste grote zege behaalde hij tijdens de Olympische Spelen van Barcelona in 1992, toen hij goud veroverde op de 100 km ploegentijdrit. Peschel werd beroepswielrenner in 1997 en reed sinds 1999 bij  Team Gerolsteiner. Peschel is meervoudig tijdritkampioen van zijn land, won tweemaal de Grote Landenprijs (1997 en 2002) en eenmaal de Grote Prijs Eddy Merckx, in 2003 samen met land- en ploeggenoot Michael Rich. Hij werd in dat jaar tweede tijdens het wereldkampioenschap tijdrijden, nadat hij in 1995 al eens derde was geworden. In 1996 won Peschel de Ronde van Beieren.
Peschels vader Axel won in 1968 de Vredeskoers.

## Erelijst
1993
Eindklassement Ronde van de Isard (U23)
1996
Telekom Grand Prix (met Chris Boardman)
3e etappe B Ronde van Luxemburg
 Duits kampioen individuele tijdrit, Elite
1997
3e etappe Regio Tour International
Grote Landenprijs
2001
1e etappe Vredeskoers
2002
 Duits kampioen individuele tijdrit, Elite
4e etappe deel B Hessen Rundfahrt
Eindklassement Hessen Rundfahrt
Grote Landenprijs
Karlsruher Versicherungs-Grand-Prix (met Michael Rich)
2003
GP Eddy Merckx
2005
Protour ploegentijdrit (met Sven Krauss, Sebastian Lang, Torsten Schmidt, Markus Fothen en Michael Rich)

## Resultaten in voornaamste wedstrijden
| Jaar | Ronde van Italië | Ronde van Frankrijk | Ronde van Spanje |
| ---- | ---------------- | ------------------- | ---------------- |
| 1997 | 104e             |                     |                  |
| 1998 |                  |                     | 91e              |
| 1999 |                  |                     |                  |
| 2003 |                  | opgave              |                  |
| 2004 |                  | 125e                |                  |
| 2005 |                  |                     | 102e             |

| Jaar | Gent-Wevelgem |
| ---- | ------------- |
| 1997 |               |
| 1998 |               |
| 1999 | 116e          |
| 2003 |               |
| 2004 |               |
| 2005 |               |

1960: Trapè, Bailetti, Cogliati, Fornoni ·
1964: Zoet, Dolman, Karstens, Pieterse ·
1968: Zoetemelk, Den Hertog, Krekels, Pijnen ·
1972: Jardi, Komnatov, Lichatsjov, Sjoekov ·
1976: Tsjoekanov, Tsjaplygin, Kaminski, Pikkuus ·
1980: Kasjirin, Logvin, Sjelpakov, Jarkin ·
1984: Bartalini, Giovannetti, Poli, Vandelli ·
1988: Ampler, Kummer, Landsmann, Schur ·
1992: Dittert, Meyer, Peschel, Rich
Wielerploegen van Uwe Peschel
Arzilli · 
Cembali · 
Cignali ·
Dante · 
D'Ascenzo · 
Di Francesco · 
Di Renzo ·
Di Silvestro · 
Dolci ·
Frizzo ·
Gentili · 
Hvastija ·
Leone · 
Maragno ·
Paluan · 
Peschel · 
Pierdomenico · 
Pozzi · 
Ramacciotti · 
Recanati · 
Sandroni ·
Valoti ·
Fernandes (stagiair) ·
Magnani (stagiair)
Branko ·
De Meester ·
Gritsoen ·
Haas ·
Haselbacher ·
Henrix · 
Ludewig ·  
McGrory ·
Mühlbacher · 
Ordowski ·
Peschel ·
Rich · 
Sauerborn ·
Teutenberg · 
Sjantir ·
Walzer ·
Trampusch (stagiair) ·
Wrolich (stagiair) 
Branko ·
Gaute Hølestøl ·
Gritsoen ·
Hardter ·
Haselbacher ·
McGrory ·
Mühlbacher · 
Ordowski ·
Peschel ·
Pollack ·  
Rich · 
Sauerborn ·
Schmidt ·
Steinhauser · 
Teutenberg · 
Walzer ·
Wrolich
Hardter ·
Haselbacher ·
Hempel ·
van Kessel ·
Morini ·
Mühlbacher · 
Ordowski ·
Peschel ·
Pollack ·  
Rich · 
Ruškys ·
Sauerborn ·
Schmidt ·
Scholz ·
Steinhauser · 
Strauss ·
Totschnig ·
Weigold · 
Wrolich
Betz ·
Contrini ·
Faresin ·
Hardter ·
Haselbacher ·
Lang ·
Larsen · 
Morini ·
Ordowski ·
Peschel ·
Pollack ·  
Rastelli ·
Rebellin ·
Rich · 
Ruškys ·
Schmidt ·
Scholz ·
Steinhauser · 
Strauss ·
Totschnig ·
Wegmann ·
Weigold · 
Wrolich ·
Krauß (stagiair) 
Bölts ·
Contrini ·
Faresin ·
Förster ·
Hardter ·
Haselbacher ·
Krauß ·
Lang ·
Nitsche · 
Ordowski ·
Peschel ·
Pollack ·  
Rastelli ·
Rebellin ·
Rich · 
Schmidt ·
Scholz · 
Strauss ·
Totschnig ·
Trampusch ·
Wegmann ·
Weigold · 
Wrolich ·
Zberg ·
Russ (stagiair)
Faresin ·
Förster ·
Fothen ·
Hardter ·
Haselbacher ·
Hondo ·
Krauß ·
Lang ·
Montgomery ·
Ordowski ·
Peschel ·
Pollack ·  
Rebellin ·
Rich · 
Schmidt ·
Scholz · 
Serpellini ·
Strauss ·
Totschnig ·
Wegmann ·
Wrolich ·
B. Zberg ·
M. Zberg ·
Ziegler ·
Russ (stagiair)
Förster ·
Fothen ·
Haselbacher ·
Høj ·
Hondo (tot 14/04) ·
Krauß ·
Lang ·
Leipheimer ·  
Moletta ·  
Montgomery ·
Ordowski ·
Peschel ·
Rebellin ·
Rich · 
Russ ·  
Schmidt ·
Scholz · 
Serpellini ·
Strauss ·
Totschnig ·
Wegmann ·
Wrolich ·
B. Zberg ·
M. Zberg ·
Ziegler ·
Haussler (stagiair) ·
Martin (stagiair) ·
Meschenmoser (stagiair) ·
Muck (stagiair) 